# Steven Waddington
Steven Waddington (nascido em 30 de dezembro de 1967) é um ator inglês de cinema e televisão. Ele é conhecido por seu papel coadjuvante em O Último dos Moicanos, de Michael Mann.

## Vida
Waddington nasceu em Leeds, West Riding of Yorkshire, filho mais novo de Peter Waddington e Averill Stubbs. Frequentou a Old Farnley Primary School, Ryecroft Middle School e Intake High School, ambas em Leeds. Ele atuou em peças escolares e apareceu em várias produções da Yorkshire Television, entre elas Emmerdale Farm e Eighteen Desperate Hours, às vezes como figurante e às vezes com algumas linhas de diálogo. Pouco depois de seu aniversário de dezoito anos, ele ganhou uma vaga na East 15 Acting School em Loughton, Essex.

## Vida pessoal
Waddington é casado com a atriz e modelo Jane March com quem tem um filho.

## Filmografia
| Ano  | Título                                         | Função                           |
| ---- | ---------------------------------------------- | -------------------------------- |
| 1991 | Edward II                                      | Rei Eduardo II                   |
| 1992 | O último dos Moicanos                          | Maj. Duncan Heyward              |
| 1992 | 1492: Conquista do Paraíso                     | Bartolomeo Colombo               |
| 1994 | Não os faça começar                            | Jerry Hoff                       |
| 1994 | Príncipe da Jutlândia                          | Ribold                           |
| 1995 | Carrington                                     | Ralph Partridge                  |
| 1997 | Discriminação                                  | Cowboy no Banco                  |
| 1997 | Face                                           | Stevie                           |
| 1998 | Tarzan e a cidade perdida                      | Nigel Ravens                     |
| 1999 | Sleepy Hollow                                  | Killian                          |
| 2000 | O Unscarred                                    | Travis Moore                     |
| 2001 | O buraco                                       | DCS Tom Howard                   |
| 2001 | O oficial de condicional                       | Jeff                             |
| 2003 | Boudica                                        | Rei Prasutagos                   |
| 2005 | Café da Manhã em Plutão                        | Inspetor Routledge               |
| 2007 | Airlock, ou como dizer adeus no espaço         | Carl Ackland                     |
| 2007 | Arn - O Cavaleiro Templário                    | Arnaldo de Torroja               |
| 2008 | Largo Winch                                    | Stephan Marcus                   |
| 2010 | Ultramarines: A Warhammer 40,000 Movie         | Irmão Verenor                    |
| 2010 | O cruzamento                                   |                                  |
| 2011 | Suicídio terça-feira                           | Policial de bicicleta            |
| 2011 | Capture Anthologies: The Dimensions of Self    | Carl Ackland                     |
| 2011 | Os caçadores                                   | Ronny                            |
| 2011 | Jabberwock                                     | João                             |
| 2012 | Quando as luzes se apagaram                    | Len                              |
| 2012 | The Sweeney                                    | Detetive Constable Miller        |
| 2012 | Agente Hamilton: Mas não se for para sua filha | McCullen                         |
| 2014 | Um pouco de caos                               | Thierry Duras                    |
| 2014 | O jogo da imitação                             | Superintendente de Polícia Smith |
| 2014 | Uma noite em Istambul                          | Tommy                            |
| 2015 | Bridgend                                       | Dave                             |
| 2017 | Belos demônios                                 | Louis                            |
| 2018 | Kursk                                          | Graham Mann                      |

| Ano       | Título                      | Função                             | Notas                    |
| --------- | --------------------------- | ---------------------------------- | ------------------------ |
| 1996      | Ivanhoe                     | Ivanhoe                            | Série de TV, 6 episódios |
| 2007      | The Tudors                  | Duque de Buckingham                | Série de TV, 2 episódios |
| 2007      | Robin Hood                  | Rei Ricardo                        | Série de TV, 1 episódio  |
| 2007–2008 | Heróis e vilões             | Ricardo Coração de Leão            | Série de TV, 1 episódio  |
| 2009      | Lei de Garrow               | Forrester                          | Série de TV, 3 episódios |
| 2010      | Waterloo Road               | Adam Fleet                         | Série de TV, 7 episódios |
| 2012      | Titanic                     | Segundo Oficial Charles Lightoller | Minissérie de TV         |
| 2013      | The Syndicate               | Steve                              | Série 2                  |
| 2014      | Halo: Anoitecer             | Randall Aiken                      |                          |
| 2016      | Bárbaros em Ascensão        | Fritigerno                         | 1 episódio               |
| 2016      | Medici: Mestres de Florença | Cossa                              | 1 episódio               |
| 2017–2019 | Jamestown                   | Redwick                            | 16 episódios             |